# Le Supplice de Marsyas (Titien)
Pour les articles homonymes, voir Le Supplice de Marsyas.
Le Supplice de Marsyas (ou Le Châtiment de Marsyas ou encore Apollon et Marsyas) est une peinture à l'huile sur toile réalisée par Titien entre 1550 et 1576, conservée au palais épiscopal de Kroměříž (administré par le musée d'art d'Olomouc (cs)) en République tchèque. 

## Sujet

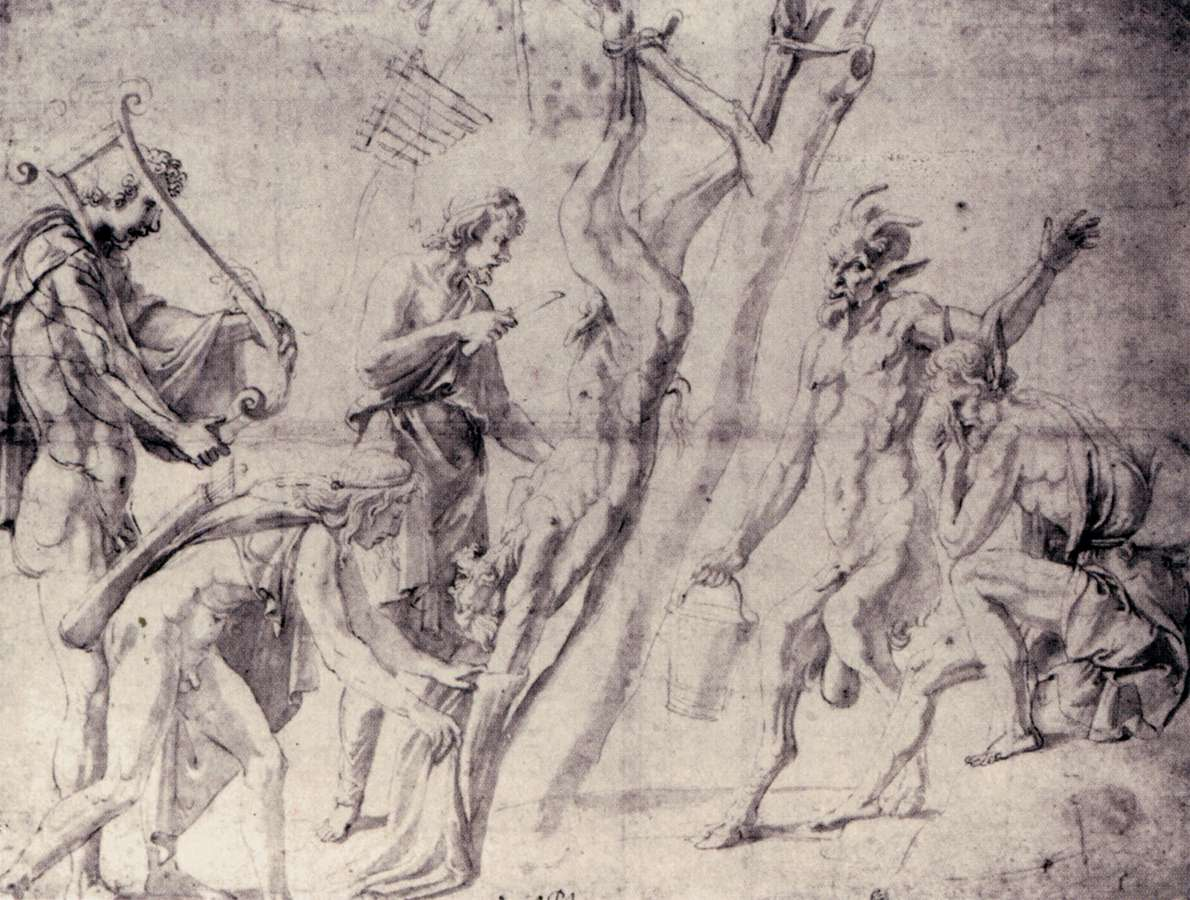
Dessin de Giulio Romano, Louvre, pour une fresque à Mantoue, 1524-34.

Le tableau représente l'écorchement vif de Marsyas par Apollon, le satyre phrygien ayant imprudemment défié le dieu grec lors d'un concours musical. Ce thème est repris, notamment, des Métamorphoses d'Ovide.
C'est l'une des nombreuses toiles avec des sujets mythologiques d'Ovide que Titien a exécutées dans ses dernières années, principalement la série de poésies pour le roi Philippe II d'Espagne, dont cette peinture ne semble pas avoir fait partie.
Le choix d'une scène aussi violente a peut-être été inspiré par la mort de Marcantonio Bragadin, le commandant vénitien de Famagouste à Chypre qui fut écorché par les Ottomans lors de la chute de la ville en août 1571, provoquant une énorme indignation à Venise,,. La composition de Titien est sans aucun doute dérivée de celle de Giulio Romano de plusieurs décennies auparavant.
Les deux artistes suivent le récit des Métamorphoses d'Ovide (livre 6, lignes 382–400), qui couvre très rapidement le concours, mais décrit la scène d'écorchement de manière relativement longue, mais avec peu d'indications qui aideraient à la visualiser,. Marsyas crie : « Pourquoi m'arrachez-vous à moi-même ? »

## Description
Marsyas était un joueur habile de l'aulos classique ou de la double flûte, pour laquelle, à l'époque de Titien, les flûtes de pan étaient généralement remplacées dans l'art, et son ensemble est suspendu à l'arbre au-dessus de sa tête. Apollon jouait de sa lyre habituelle, représentée ici par une lira da braccio moderne, un ancêtre du violon à sept cordes. Ceci est joué par un personnage d'identité incertaine, que certains érudits ont dit être Apollon lui-même, apparaissant peut-être une deuxième fois, car Apollon est clairement le personnage portant une couronne de laurier qui s'agenouille et utilise son couteau pour écorcher la poitrine de Marsyas,,,. Il a également été suggéré que le musicien soit Orphée, ou Olympe, un élève dévoué de Marsyas, qu'Apollon convertit plus tard pour jouer de la lyre, et qu'Ovide mentionne,. Le mythique roi Midas, le vieil homme assis à droite, est souvent considéré comme un autoportrait,,. Son regard descendant vers Marsyas est parallèle à celui du musicien regardant vers le ciel de l'autre côté du tableau.

Ovide évite la question de savoir qui étaient les juges du concours. Dans la plupart des récits grecs, les Trois Muses ont joué le rôle, mais l'histoire s'est rapidement confondue avec une autre, le Jugement de Midas, qui s'est produit ici. C'était un autre concours musical, toujours avec lyre contre flûte de pan, mais avec Pan lui-même aux flûtes. Bien sûr, Apollon a gagné, mais dans certains récits, le roi Midas a préféré Pan et a reçu les oreilles d'un âne en guise de punition, tandis que Pan a simplement été humilié. Le personnage assis à droite qui porte un diadème est Midas, bien que ses oreilles ne semblent pas affectées. Le Jugement de Midas était aussi parfois peint. Les deux histoires se sont déroulées en Phrygie, dans la Turquie moderne, où Midas a régné, qui dans le monde antique avait diverses associations avec la musique. Les Phrygiens n'étaient pas grecs, jusqu'à ce qu'ils soient hellénisés après Alexandre le Grand, mais vivaient aux confins du monde grec. L'homme au couteau porte un bonnet phrygien.

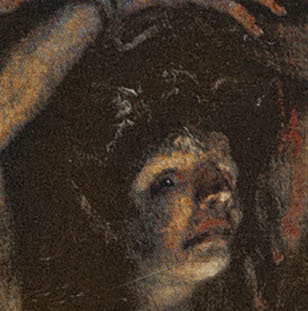
Visage de Marsyas, inversé

Apollon est assisté par un sinistre personnage scythe sur la gauche, travaillant sur la jambe de Marsyas, et un satyre avec un seau derrière Midas, peut-être pour recueillir du sang, ou tenir la peau enlevée, qui dans certaines versions de l'histoire, Apollon avait plus tard cloué dans un temple. Un petit garçon, ou garçon satyre, retient un gros chien à droite, tandis qu'un chien beaucoup plus petit lape le sang qui est tombé au sol. Comme c'était typique à l'époque de Titien, et en particulier dans ses œuvres, le satyre est représenté avec les jambes et les pieds d'une chèvre, et l'inverser les met en valeur, tout en lui donnant la position typique des animaux de taille moyenne abattus ou écorchés avant boucherie,. La majeure partie de son corps semble toujours non écorchée, mais Apollon tient un grand lambeau de peau détachée dans la main ne tenant pas son couteau.
Sur le plan de la composition, la forme en V formée par les jambes de Marsyas fait écho aux V mis en évidence des bras pliés des quatre personnages les plus proches de lui, qui le regardent tous. En effet, son nombril est presque exactement au centre de la toile telle qu'elle est actuellement. Les examens techniques ont déterminé que deux des principales différences par rapport à la composition de Giulio Romano sont des modifications apportées bien après le début de la peinture ; à l'origine, le musicien tenait simplement son instrument, comme dans la composition de Giulio Romano, et le garçon ou petit satyre et le gros chien n'étaient pas présents. Une version du sujet avec ces caractéristiques, non pas par Titien ou son atelier mais peut-être à peu près contemporaine, se trouve dans une collection privée à Venise. Il peut être basé sur une version différente de Titien, ou sur une étude, et à ces égards est plus proche du dessin de Giulio Romano.

## Interprétation

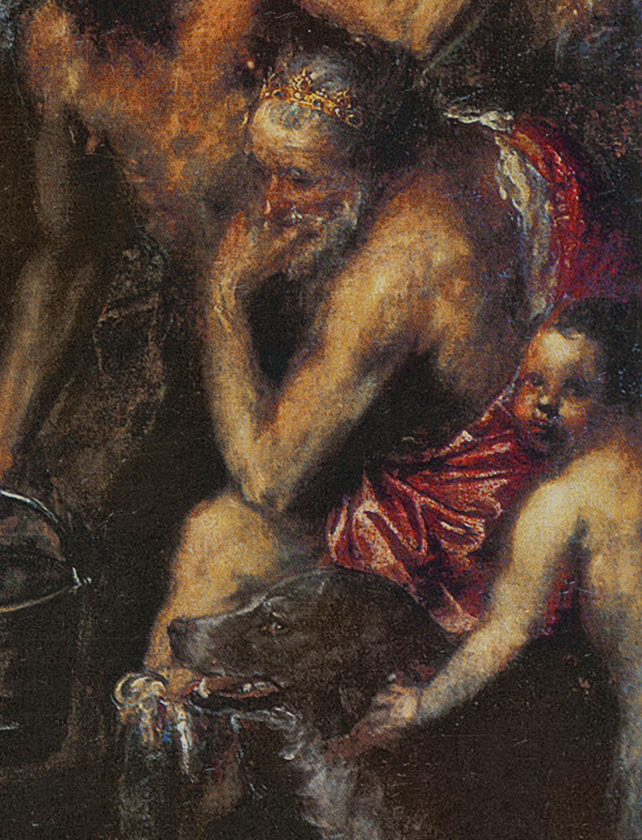
Détail de Midas

De nombreux écrivains ont tenté de saisir le sens de la peinture « célèbrement sauvage », qui, malgré la « brutalité du traitement », a été trouvée puissamment convaincante par beaucoup, et décrite comme « la plus discutée, vénérée et détestée de toutes les peintures de Titien ». Une suggestion courante a été que la peinture reflète les idées du néoplatonisme de la Renaissance sur la « libération de l'esprit par le corps »,, ou l'acquisition d'une perspicacité ou d'une clarté supérieures. De telles idées sont généralement considérées comme impliquées dans un autre traitement célèbre de l'écorchement : la peau écorchée portant un visage d'autoportrait de Michel-Ange, tenue par saint Barthélemy comme son attribut dans Le Jugement Dernier de la Chapelle Sixtine. L'un des poèmes de Michel-Ange avait utilisé la métaphore d'un serpent perdant sa vieille peau pour son espoir d'une nouvelle vie après sa mort,.
Dans cet esprit, Dante a commencé son Paradis par une prière adressée à Apollon, à qui il demande : « Entrez dans ma poitrine, et infusez-moi ainsi votre esprit comme vous l'avez fait Marsyas lorsque vous l'avez arraché de la couverture de ses membres. », Dans d'autres représentations de la Renaissance, les jambes velues de Marsyas semblent humaines lorsqu'elles sont écorchées, il « est donc racheté de l'animalité qui l'a condamné à ce terrible destin. »
La philosophe devenue romancière Iris Murdoch était particulièrement fascinée par la peinture, qu'elle a décrite dans une interview comme « la plus grande du canon occidental ». Elle est mentionnée dans trois de ses romans, et parfois évoqué par les personnages. Dans son portrait pour la National Portrait Gallery, réalisé par Tom Phillips (en), une reproduction occupe la majeure partie du mur derrière sa tête. Elle a dit que c'était « quelque chose à voir avec la vie humaine et toutes ses ambiguïtés et toutes ses horreurs, ses terreurs et sa misère, et en même temps il y a quelque chose de beau, l'image est belle, et quelque chose aussi à voir avec l'entrée du spirituel dans la situation humaine et la proximité des dieux... »
L'interprétation générale de l'histoire de Marsyas était comme une illustration du désastre inévitable qui a suivi l'hybris sous la forme d'un défi à un dieu. Une idée du concours renforçant la supériorité morale et artistique générale de la lyre courtoise, ou des instruments à cordes modernes, sur la famille des vents rustiques et frivoles était présente dans de nombreuses discussions anciennes, et a peut-être conservé une certaine pertinence au xvie siècle. Gowing commente : « C'est au nom de l'ordre et des lois de la proportion harmonieuse, qui résonnent dans la musique des cordes, qu'Apollon a revendiqué la victoire sur le son chaotique et impulsif des flûtes. »,,, Pour Edgar Wind, le concours déterminait « les pouvoirs relatifs des ténèbres dionysiaques et de la clarté apollinienne ; et si le concours se terminait par l'écorchement de Marsyas, c'est que l'écorchement était lui-même un rite dionysiaque, une épreuve tragique de purification par laquelle la laideur de l'extérieur l'homme a été renversé et la beauté de son moi intérieur s'est révélée. » Alternativement, il y a eu des suggestions que la peinture a une signification politique, générale ou spécifique, et dépeint la « juste punition » des opposants orgueilleux.
Les trois âges de l'homme sont tous représentés (si on compte les satyres). En effet, à droite, ils sont alignés en diagonale : le garçon ou le jeune satyre regarde plutôt vaguement le spectateur, ceux qui sont dans la fleur de l'âge se concentrent sur leurs tâches avec une variété d'expressions, et Midas contemple la scène, apparemment avec une résignation mélancolique, mais sans plus essayer d'intervenir,.

## Historique et titre

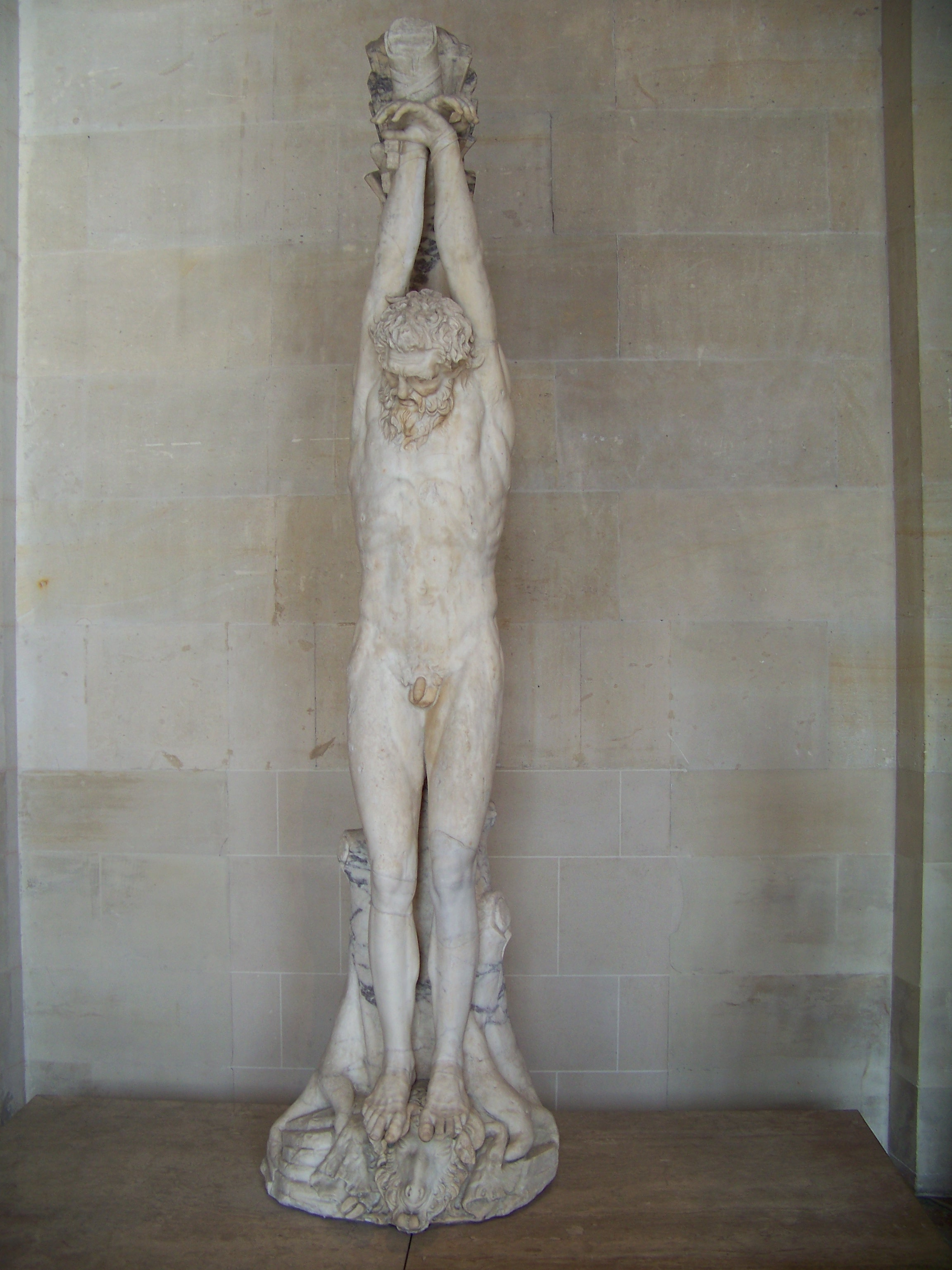
Version romaine, au Louvre

D'après le musée qui l'abrite désormais (et qui propose le titre Apollon et Marsyas), la toile est produite par le peintre italien Titien après 1550, bien que des interprétations stylistiques puissent faire pencher vers une réalisation plutôt tardive, c'est-à-dire entre 1570 et la mort de l'artiste en 1576. Le titre italien le plus répandu est Punizione de Marsia.
On ne sait pas si le tableau avait un destinataire prévu. Le principal client de Titien au cours de ses dernières années était le roi Philippe II d'Espagne, mais le tableau n'est pas mentionné dans la correspondance survivante. Le tableau pourrait bien être l'un de ceux qui se trouvaient encore dans l'atelier de Titien à sa mort en 1576. Il en existe un certain nombre, dont par exemple La Mort d'Actéon à la National Gallery de Londres (certainement destiné à Philippe), et il existe toujours un débat pour savoir s'ils doivent être considérés comme terminés ou non. Dans ce cas, la signature et les zones de finition détaillée peuvent suggérer que la peinture était terminée.
On ne sait rien de son histoire avant qu'il n'apparaisse dans un inventaire de 1655 de la collection Arundel, alors en exil de la guerre civile anglaise à Amsterdam. Il a été formé par Thomas Howard, 21e comte d'Arundel (décédé en 1646) et sa femme Alethea Howard, et a été principalement dispersé par leur fils après la mort d'Alethea en 1655. La collection avait principalement été formée dans les années 1620, lorsque les Howard ont continué une visite prolongée en Italie, et il est présumé que le tableau y a été acheté,.
Le tableau a été acheté par Franz Imstenraed en 1655. Il était le neveu d'Everhard Jabach, un banquier de Cologne qui était l'un des plus grands collectionneurs privés du siècle, et a également agi comme agent pour le cardinal Mazarin et Louis XIV. Dans les années 1650, la superbe collection de l'ami d'Arundel, le roi Charles Ier était dispersée à Londres, et Jabach, agissant au nom de Louis, était l'un des nombreux acheteurs internationaux actifs, avec des agents sur le terrain.
En 1673, il a été acquis par Karl II von Liechtenstein-Kastelkorn (en), évêque d'Olomouc, après avoir été un prix dans une loterie. Il a également acheté la majeure partie de la collection des frères Bernhard et Franz Imstenraed, qui reste intacte dans le château de Kroměříž, l'ancien palais de l'archevêque, aujourd'hui musée national (cs), à Kroměříž.
Il semble que le tableau ait été coupé en haut et en bas, et rajouté sur les côtés, surtout à droite, au cours du xviiie siècle. Dans les temps modernes, la peinture a été exposée à l'étranger à Londres en 1983et 2003, à Washington en 1986, et à Paris, Vienne, Venise, Rome et New York.
C'est l'une des dernières œuvres de Titien, et peut être inachevée, bien qu'il y ait une signature partielle sur la pierre au premier plan.
La peinture est à Kroměříž, en Moravie, depuis 1673, et a été plutôt oubliée, étant hors des sentiers battus en ce qui concerne la peinture vénitienne. Elle « n'est entrée dans la littérature critique qu'en 1909 ». Dans les années 1930, le tableau était « largement accepté comme un travail tardif important » parmi les universitaires, mais peu connu du grand public.
Lors de sa première apparition moderne à l'étranger, il a été « accueilli avec une admiration étonnée » comme « l'attraction vedette » d'une grande exposition à la Royal Academy de Londres en 1983. Il était nouveau pour la plupart des téléspectateurs et a été décrit par John Russell (en) dans le New York Times comme « l'image la plus étonnante de l'exposition ». Amorçant une analyse approfondie, Sir Lawrence Gowing écrivit que « tous ces mois - ce n'est pas trop dire - Londres a été à moitié sous le charme de ce chef-d'œuvre, dans lequel le sens tragique qui a pris la poésie de Titien dans ses années soixante-dix a atteint sa cruauté et extrême solennel. La plupart des heures, la plupart des jours, il y a un groupe de visiteurs rivés et assez perplexes devant elle... À l'Académie, les gens demandent encore, et à la radio les critiques bien intentionnés débattent, comment il est possible qu'un un sujet horriblement douloureux devrait être l'occasion de la beauté ou de la grandeur dans l'art. »

## Influences

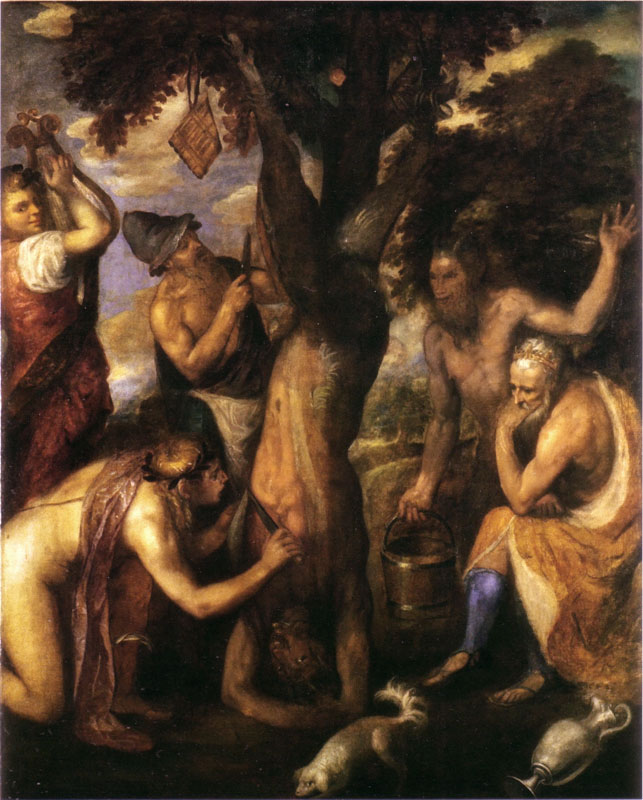
Copie d'une version précédente de la composition, plus proche de celle du dessin Giulio Romano

Marsyas, en tant que personnage unique, était un sujet bien connu de la sculpture romaine et hellénistique, avec un type célèbre le montrant attaché et suspendu les bras au-dessus de la tête. Cela trouve probablement son origine dans la Pergame hellénistique et était bien connu à partir de divers exemples de la fin de la Renaissance, suivi par exemple par Raphaël dans une petite scène au plafond de la Stanza della Segnatura (it) au Vatican. Mais ce n'est pas une influence très directe sur la composition de Titien.

Beaucoup plus proche est une « esquisse maladroite pour une fresque maintenant endommagée » de Giulio Romano au Palazzo Te à Mantoue (1524-1534), dont il existe également un dessin au Louvre ; c'est clairement la source principale de la composition. Il a tous les mêmes personnages et éléments sauf le garçon et les chiens, dans à peu près les mêmes positions, y compris, apparemment pour la première fois dans l'art, Marsyas montré attaché à l'envers. Le personnage debout à gauche est un serviteur tenant une lyre, plutôt que le joueur de lira da bracchio de Titien,. La figure assise de Midas a des oreilles d'âne et est plus clairement affligée, tenant ses mains sur son visage, et Apollon, se penchant plutôt que sur un genou, ne coupe pas, mais arrache la peau comme une veste.

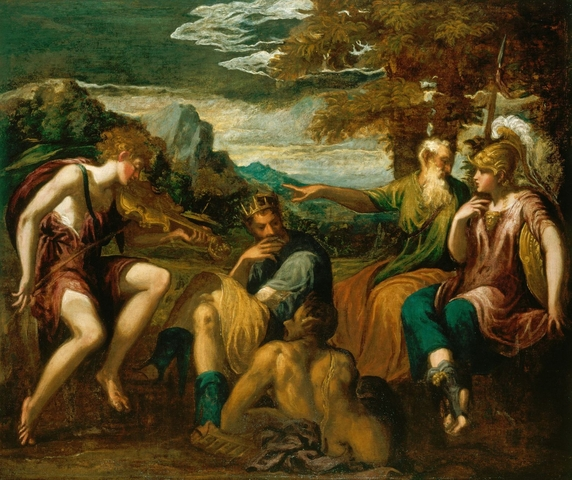
Andrea Schiavone, Le Jugement de Midas, Royal Collection, c 1548–50

Le Jugement de Midas d'Andrea Schiavone dans la collection royale britannique date d'une vingtaine d'années plus tôt (vers 1548-1550), et est comparable à Titien, dans l'atmosphère et certains détails de la composition. Titien « doit également se souvenir d'éléments de cette peinture : les attitudes pensives et abstraites d'Apollon et de Midas, et le coup de pinceau impressionniste radicalement libre utilisé pour accentuer l'ambiance dramatique de l'histoire ». Apollon joue également une lira da bracchio, et Midas, qui a encore des oreilles normales, regarde droit vers Pan.

## Technique et style
La technique est caractéristique du style tardif de Titien. Nicholas Penny a commenté qu'il y a « des verts et des bleus et des rouges intenses (vermillon ainsi que cramoisi) [...] Après 1560, Titien a commencé à appliquer ces couleurs en frottis, souvent avec ses doigts, de sorte qu'ils n'appartiennent qu'à moitié à l'une des formes et semblent flotter à la surface du tableau : évidemment il les a peints en dernier. [...] On peut encore voir des passages de peinture préliminaire enfumés (notamment le corps fantomatique d'Apollon) mais le sang, les langues des chiens et les rubans dans les arbres sont d'un rouge éclatant. »
Décrivant un groupe d'œuvres tardives qu'il considère comme terminées, y compris celle-ci, et les opposant à la Mort d'Actéon, qu'il considère comme inachevée, Penny note que « l'impact des zones floues de la peinture (... distances indéchiffrables, feuillage perçant léger) est rehaussé par contraste avec des formes plus modélisées, bien qu'encore souvent grossièrement peintes, et, en effet, avec certaines plus détaillées (le diadème de Midas...) ». Il y a de forts reflets blancs sur les lames de couteau, le seau et ailleurs, comparables à ceux de Tarquin et Lucrèce[Lequel ?], que Titien a livrés en 1571.
Au-delà des moyens purement techniques, de nombreux critiques ont tenté d'articuler des évocations du langage pictural de Titien dans cette peinture et d'autres très tardives. Selon Sydney Joseph Freedberg, « les surfaces des corps font une incandescence argentée et l'atmosphère, presque irrespirable dense, est comme un feu éteint. ... Il y a une comédie ironique dans la cruauté, la laideur et l'étrangeté dans la beauté magistrale, et la terreur accompagne le sens du sublime. » Pour John Steer (en), « ce ne sont pas les couleurs individuelles qui racontent, mais une émanation globale de touches brisées, évoquant un or verdâtre, qui est éclaboussé, de manière appropriée au thème, avec des rouges comme des taches de sang. La vision et l'expression sont ici si beaucoup un qu'ils ne peuvent pas, même aux fins de discussion, être séparés. ... La lutte intense de Titien pour saisir dans la peinture, à travers le ton et la couleur, les réalités physiques de la scène est une partie fondamentale de leur signification. »